# رولاند غوتيرز
رولاند غوتيرز (بالإنجليزية: Roland Gutierrez)‏ هو عازف لوحة المفاتيح أمريكي، ولد في 29 أبريل 1975 في كوربوس كريستي في الولايات المتحدة.